# Щебльотово
Щебльотово (пол. Szczeblotowo) — село в Польщі, у гміні Добре Радзейовського повіту Куявсько-Поморського воєводства.
Населення — 130 осіб (2011).
У 1975-1998 роках село належало до Влоцлавського воєводства.

## Демографія
Демографічна структура станом на 31 березня 2011 року:
|          | Загалом | Допрацездатний вік | Працездатний вік | Постпрацездатний вік |
| -------- | ------- | ------------------ | ---------------- | -------------------- |
| Чоловіки | 59      | 7                  | 43               | 9                    |
| Жінки    | 71      | 14                 | 38               | 19                   |
| Разом    | 130     | 21                 | 81               | 28                   |